# Крутой Берег (Лубенский район)
Крутой Берег (укр. Крутий Берег) — село, Тишковский сельский совет, Лубенский район, Полтавская область, Украина.
Код КОАТУУ — 5322887402. Население по переписи 2001 года составляло 286 человек.
В Центральном государственном историческом архиве Украины в Киеве хранится метрическая книга села Крутой Берег 1728 года.

## Географическое положение
Село Крутой Берег находится на левом берегу реки Удай, в месте впадения в неё реки Многа,
ниже по течению на расстоянии в 3 км расположено село Тишки,
на противоположном берегу — село Хитцы.
Река в этом месте извилистая, образует лиманы, старицы и заболоченные озёра.

## Объекты социальной сферы
- Клуб.[источник не указан 1665 дней]

## Достопримечательности
- Усадьба, XVIII век, образец усадебной застройки в стиле русского классицизма.[источник не указан 1665 дней]